# 펑타이난루역
펑타이난루역(중국어: 丰台南路站)은 중화인민공화국 베이징시 펑타이구 신춘 가도(新村街道) 펑타이 남로(丰台南路)에 위치한 베이징 지하철 9호선과 16호선의 환승역이다. 9호선 역은 2011년 12월 31일 9호선 남부 구간 개통과 함께 개장하였고, 16호선 역은 2022년 12월 31일 개장하였다.

## 위치
펑타이난루역은 베이징 남서쪽, 4환로 내, 커이로(科怡路)(남북 방향)와 펑타이 남로(丰台南路)(동서 방향) 교차점 남쪽에 위치한다.

## 역 구조

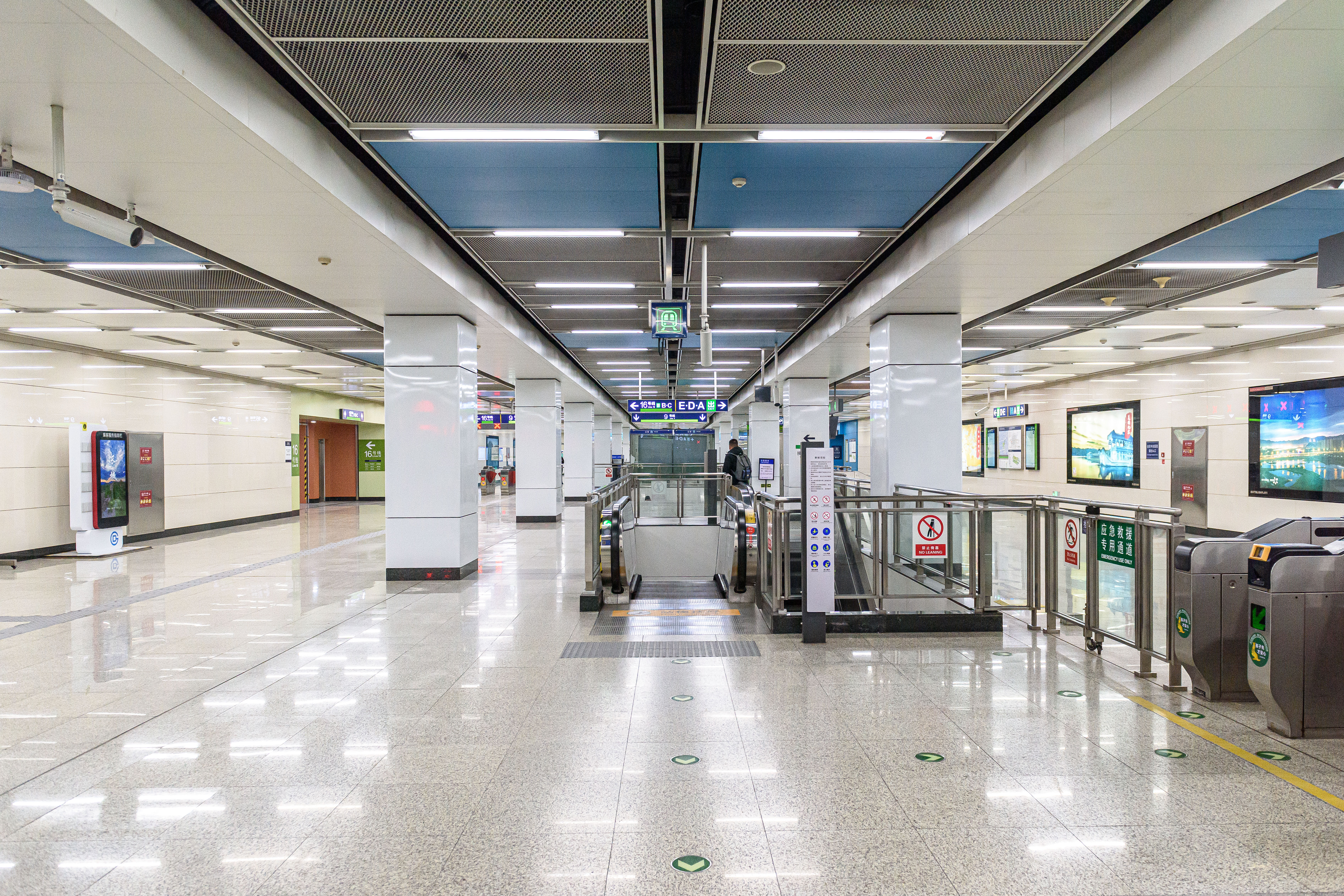
9호선 대합실

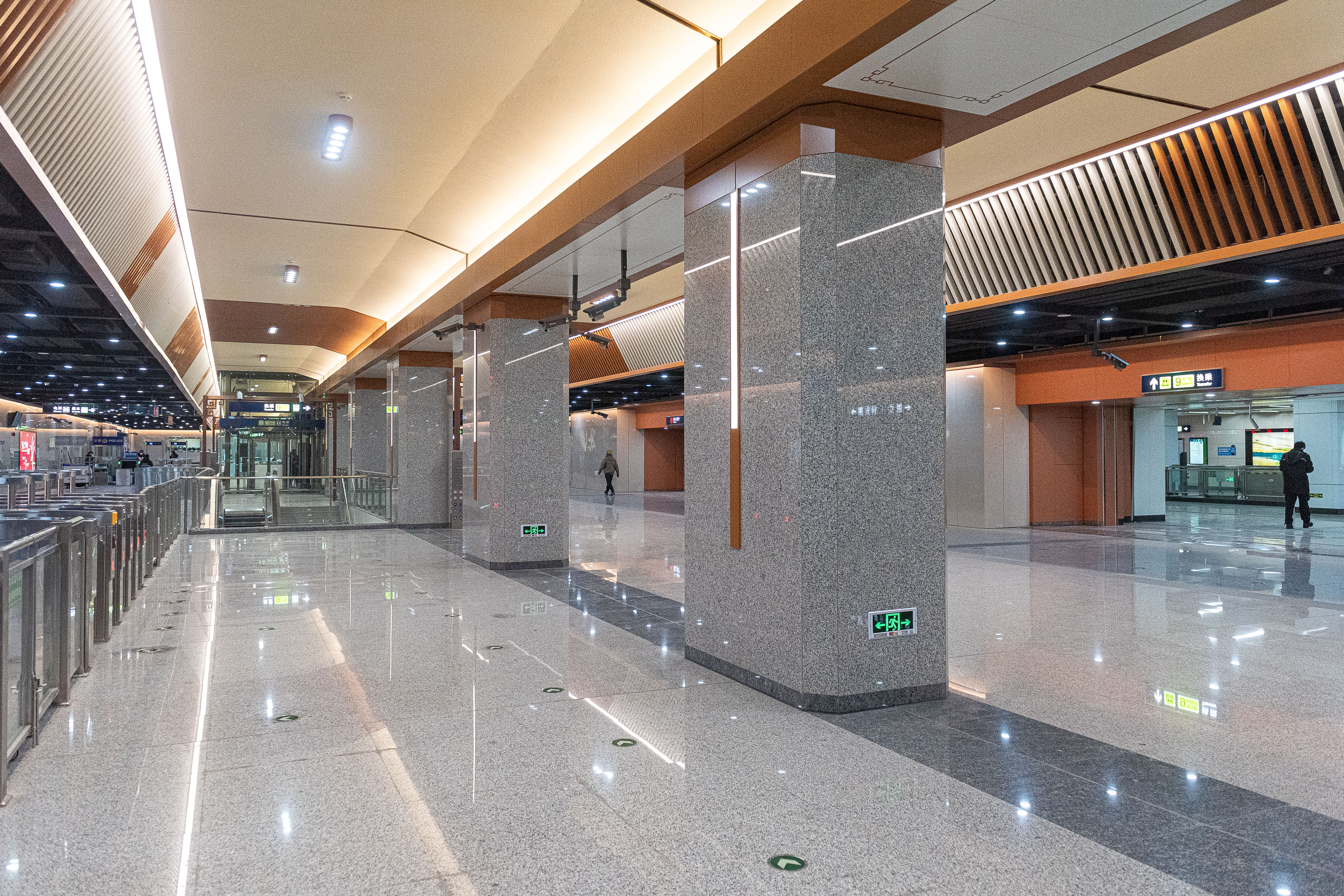
16호선 대합실

9호선 펑타이남루역은 1면 2선 섬식 승강장으로 설계된 지하 2층 건물의 지하철역이다. 역 색상은 파란색이다.
16호선 펑타이난루역은 9호선과 동일한 승강장 형태의 지하 3층 건물의 지하철역으로 서쪽에 9호선 역사와 인접해 있고 대합실 통로를 통해 환승이 가능하다.
| 지면                   | 출입구                          | A-E출입구                                                             |
| 지하 1층 대합실 층     | 대합실                          | 고객센터, 자동 발권기, 출입 게이트                                    |
| 지하 2층 9호선 승강장  | ←                               | ■ 9호선 일반열차 / ■ 팡산선 직통열차 국가도서관 방면 (펑타이둥다제)   |
| 지하 2층 9호선 승강장  | 섬식 승강장, 왼쪽 출입문이 열림 |                                                                       |
| 지하 2층 9호선 승강장  | →                               | ■ 9호선 일반열차 궈궁좡 방면 / ■ 팡산선 직통열차 옌춘둥 방면 (커이루) |
| 지하 3층 16호선 승강장 | ←                               | ■ 16호선 베이안허 방면 (펑타이)                                       |
| 지하 3층 16호선 승강장 | 섬식 승강장, 왼쪽 출입문이 열림 |                                                                       |
| 지하 3층 16호선 승강장 | →                               | ■ 16호선 완핑청 방면 (푸펑차오)                                       |

## 출구
펑타이난루역에는 현재 A1, A2, B1, B2, C, D, E 등 7개의 출입구가 존재한다.
|                            |                            | |      |           |
|                            |                            | |      |           |
| 출구                       | 지시                       | 목적지 | 사진 | 편의 시설 |
| ■ 9호선 역사 연결          |                            | |      |           |
| 出口 · A · 1               | 펑타이 남로(丰台南路) 남측 | 한좡쯔 동로(韩庄子东里), 자오자 남리(造甲南里)                                                                                   |      |           |
| 出口 · A · 2               | 펑타이 남로(丰台南路) 북측 | 베이징 펑타이 병원(北京丰台医院) 남원, 펑타이 제2초등학교(丰台第二小学), 수도경제경영대학 부속고등학교(首都经济贸易大学附属中学) |      | 빈칸      |
| ■ 16호선 역사 연결         |                            | |      |           |
| 出口 · B · 1               | 커이로(科怡路) 동측        | 펑타이 남로(丰台南路) 북측 |      | 빈칸      |
| 出口 · B · 2               | 펑타이 남로(丰台南路) 남측 | 커이로(科怡路) 동측, 바오펑 빌딩(宝丰大厦), 베이징 장애인 재활 서비스 지도 센터(北京市残疾人康复服务指导中心)                    |      |           |
| 出口 · C                   | 커이로(科怡路) 동측        | 造甲街南里 |      | 빈칸      |
| ■ 9호선 ■ 팡산선 역사 연결 |                            | |      |           |
| 出口 · D                   | 커이로(科怡路)             | 커싱로(科兴路), 펑타이 과학기술단지 생태테마파크(丰台科技园生态主题公园), 헝푸 화원(恒富花园)                                    |      | 빈칸      |
| 出口 · E                   | 커이로(科怡路)             | 펑타이 남로 108호원(丰台南路108号院)                                                                                             |      | 빈칸      |
| 아이콘 설명: 엘리베이터    |                            | |      |           |